# Skigebiet Jurgów

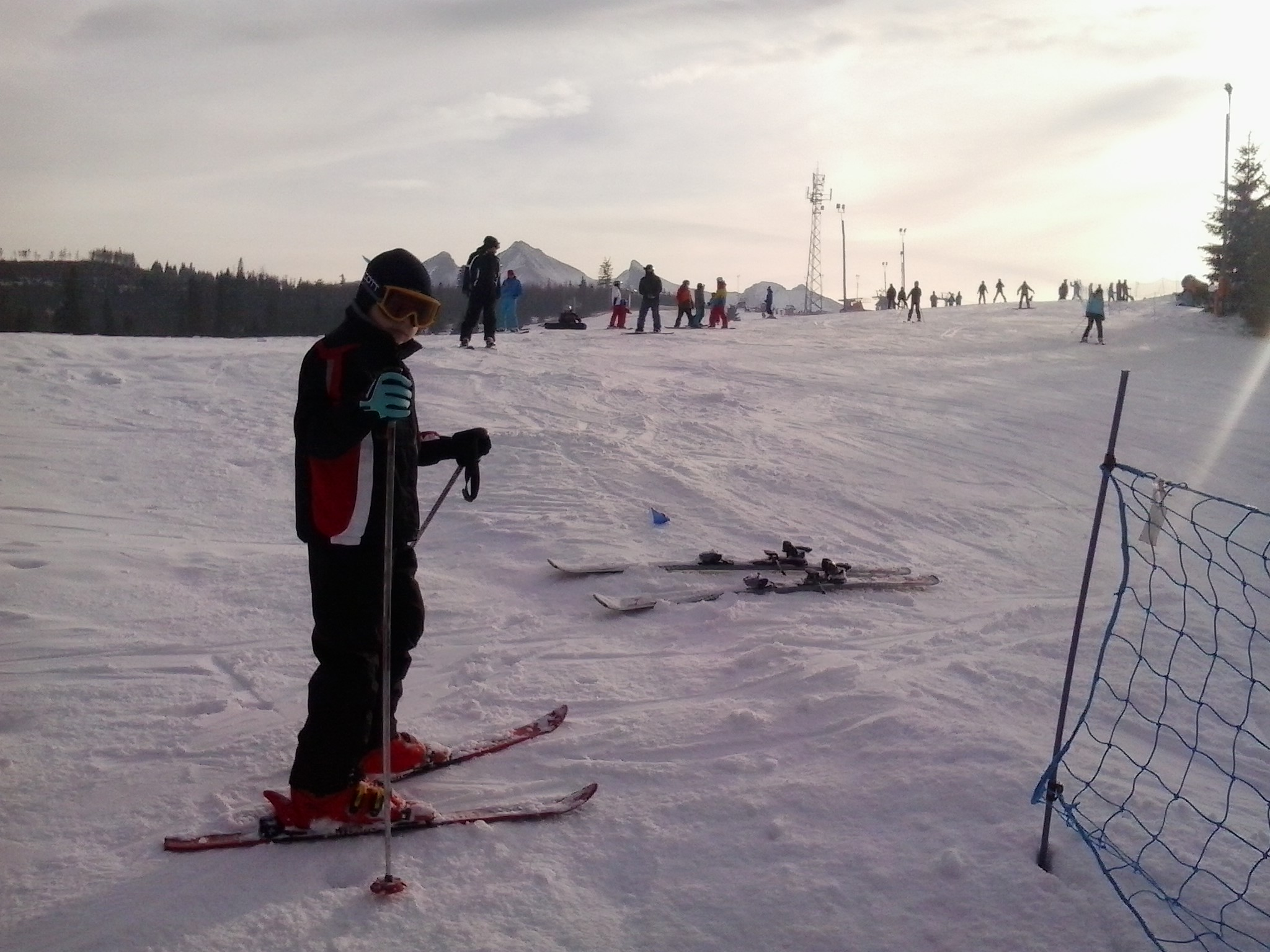
Piste

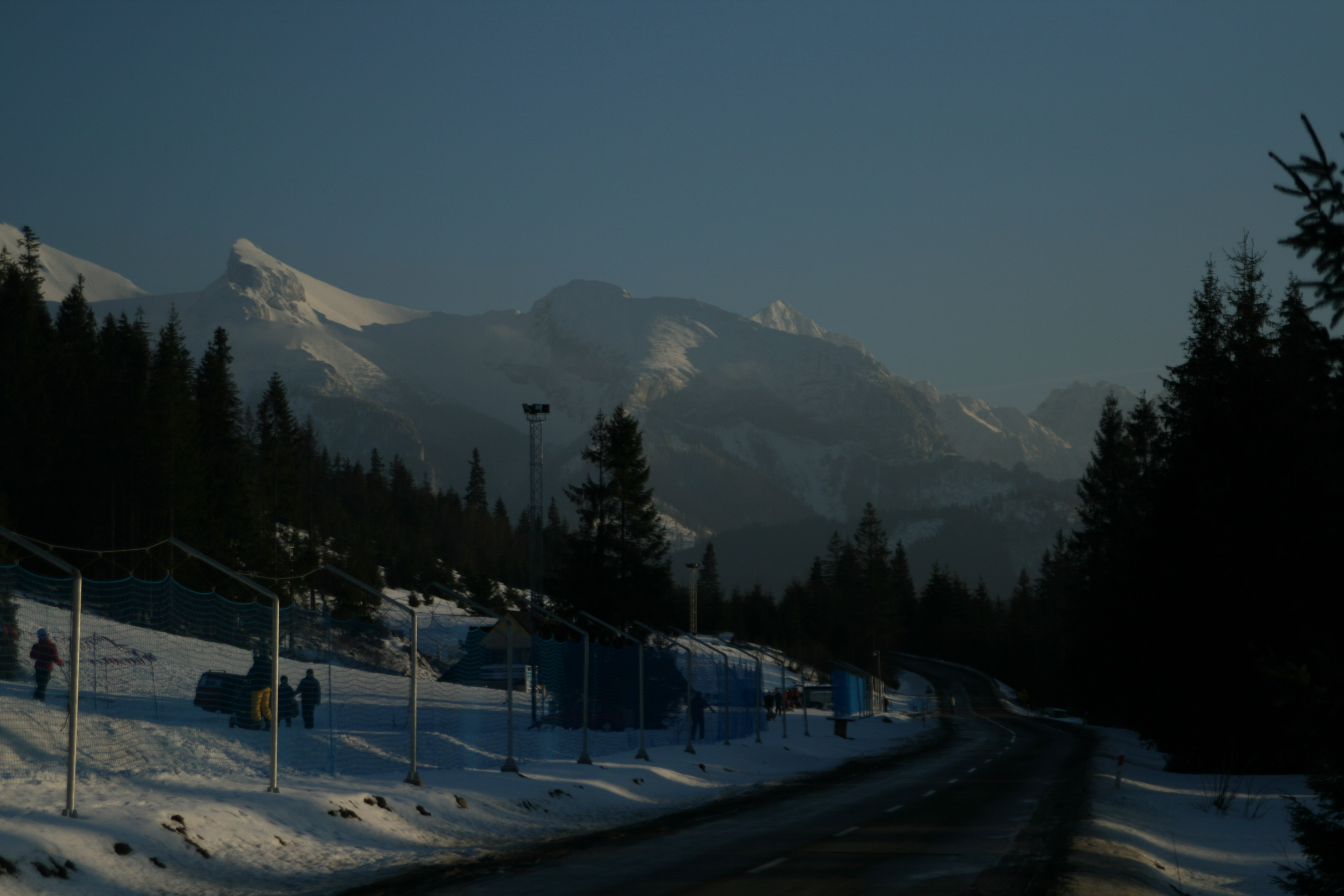
Untere Station mit der Tatra im Hintergrund

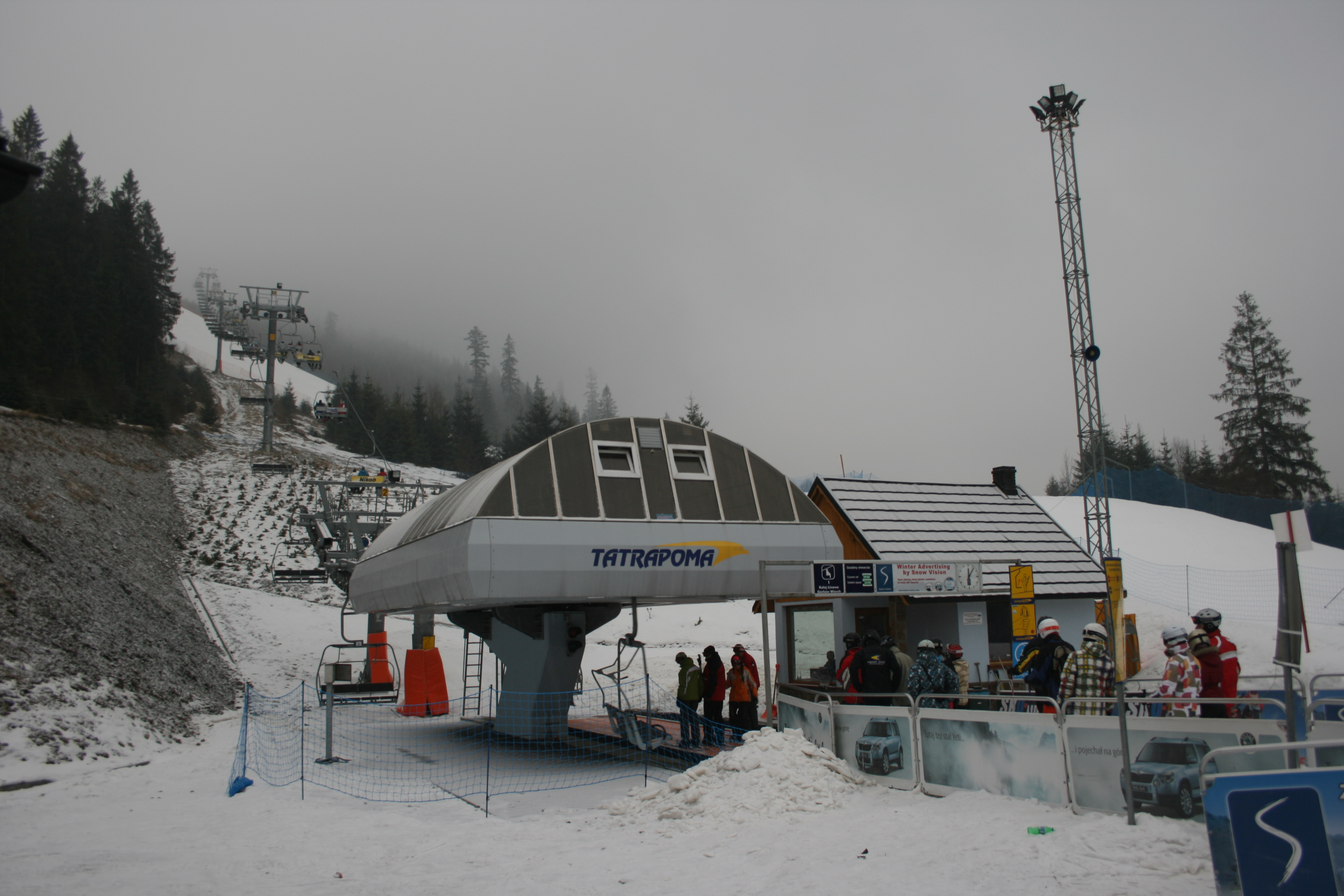
Untere Station

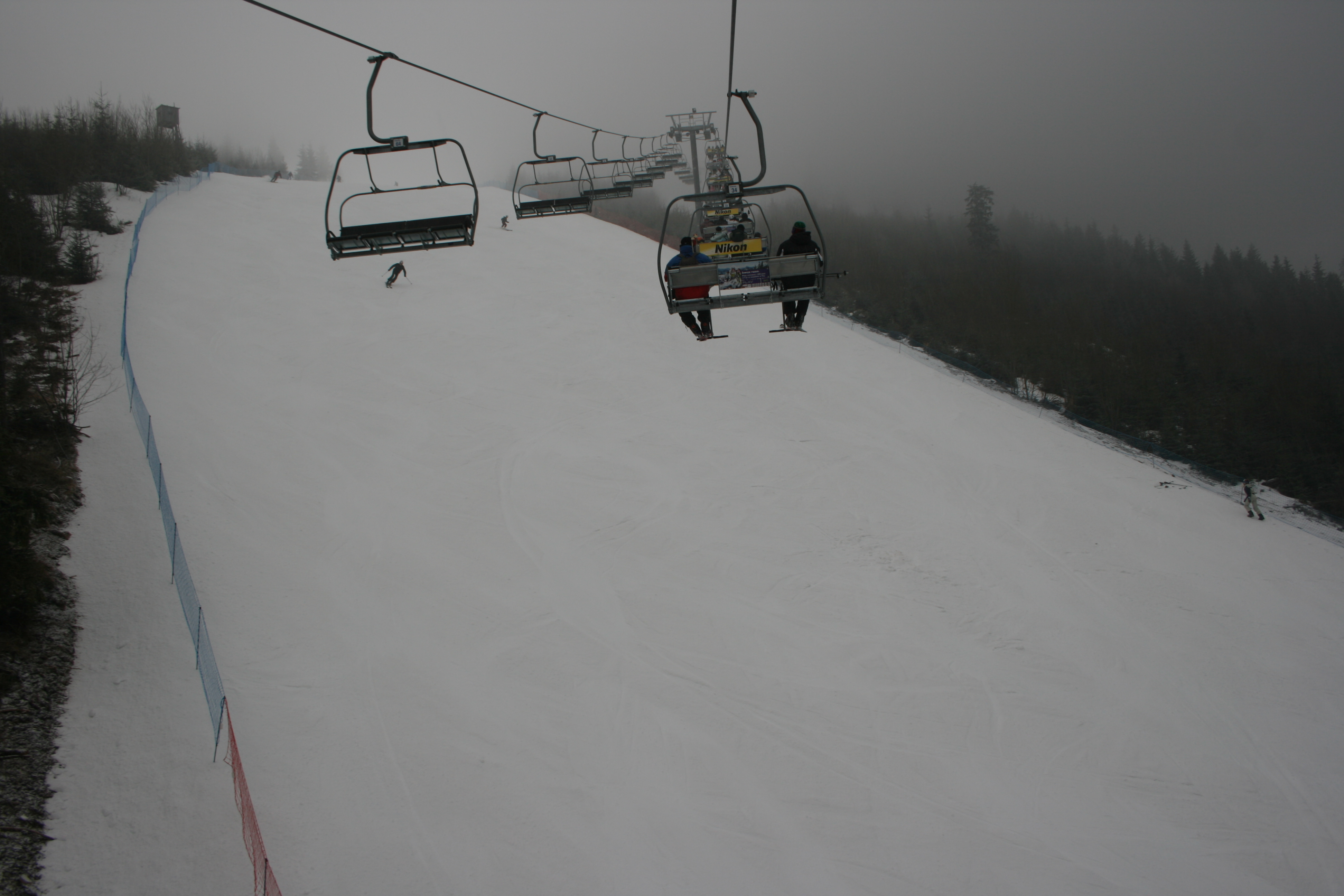
Skilift

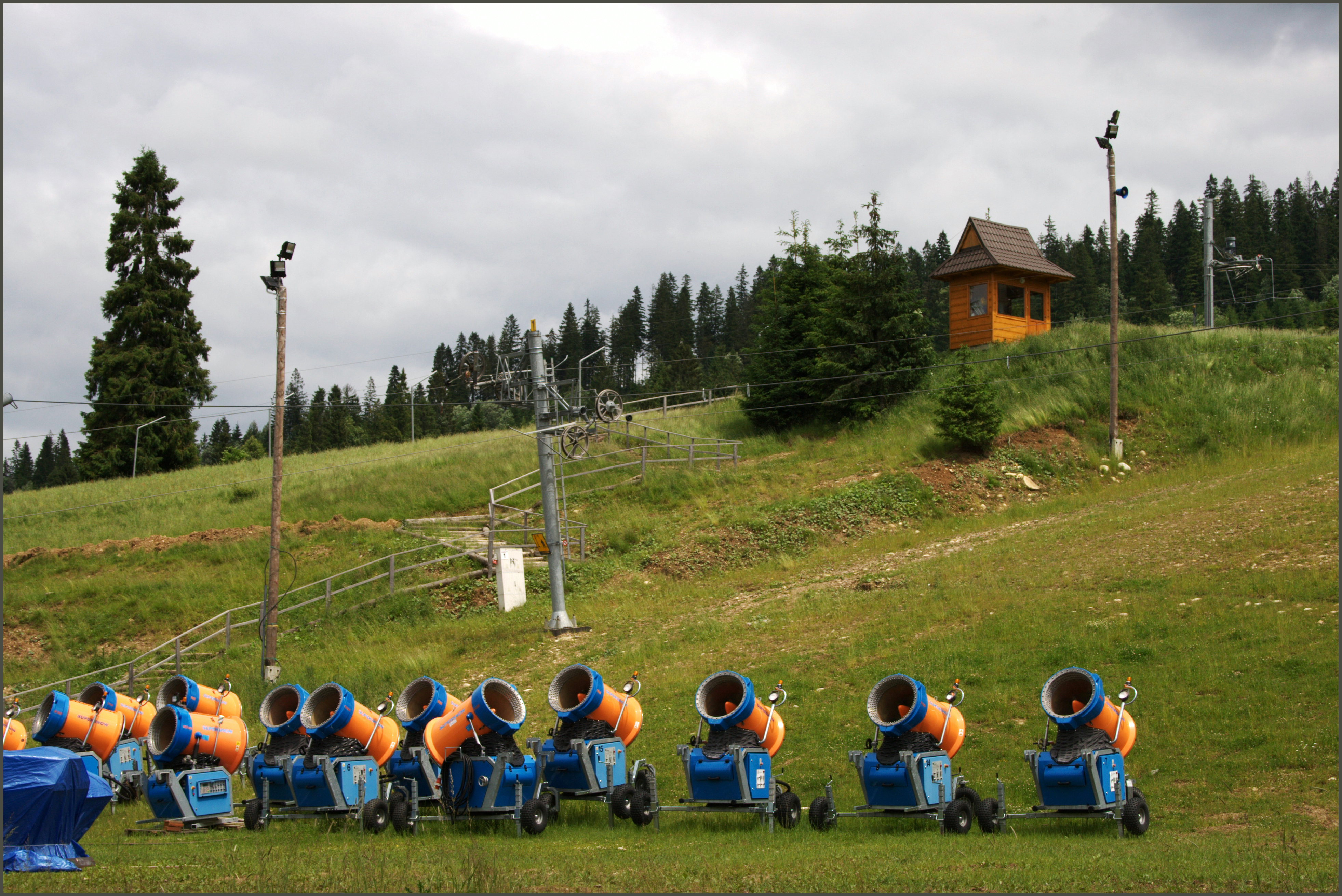
Skikanonen im Sommer

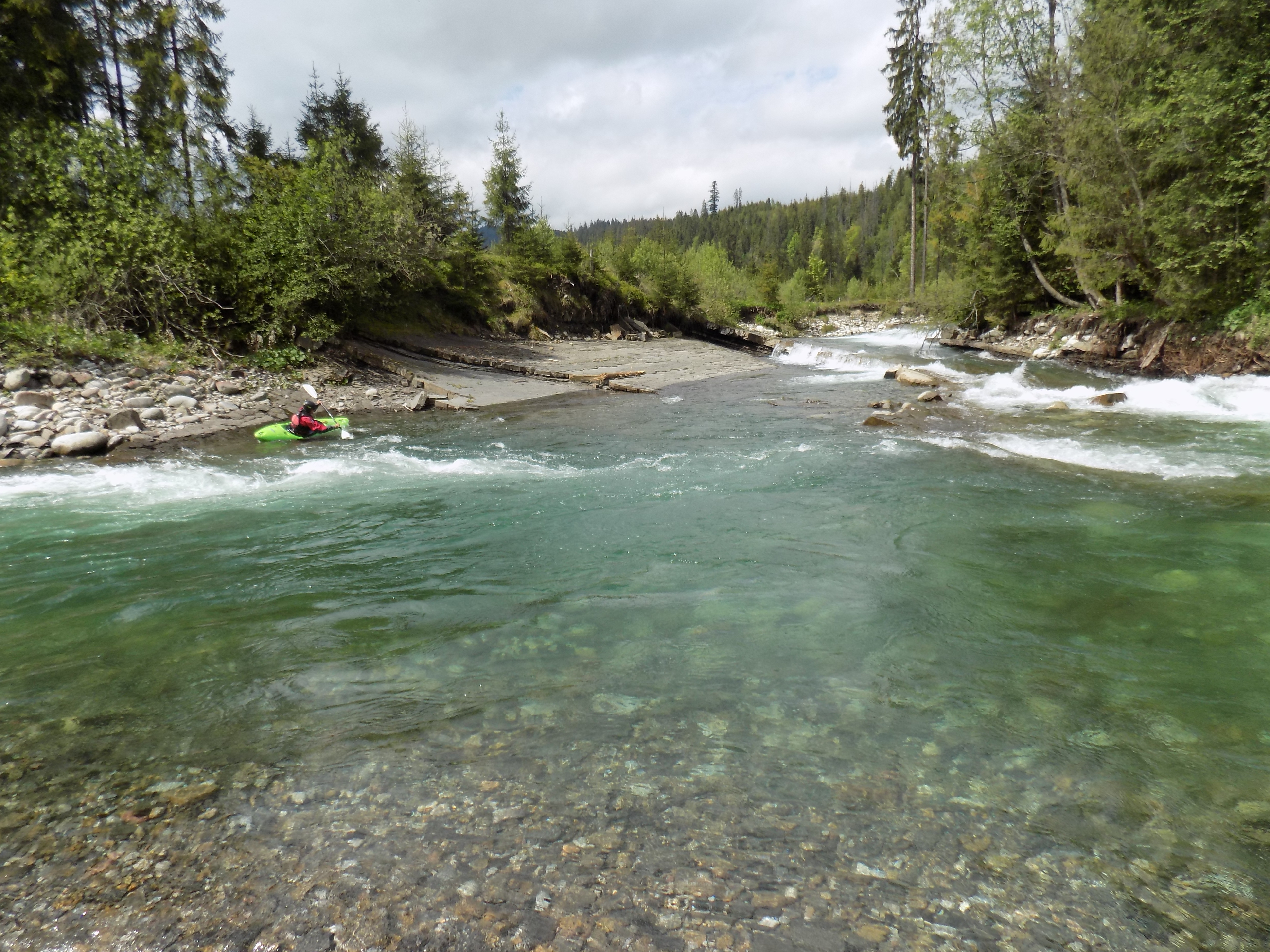
Wildwasserkajak auf der Białka

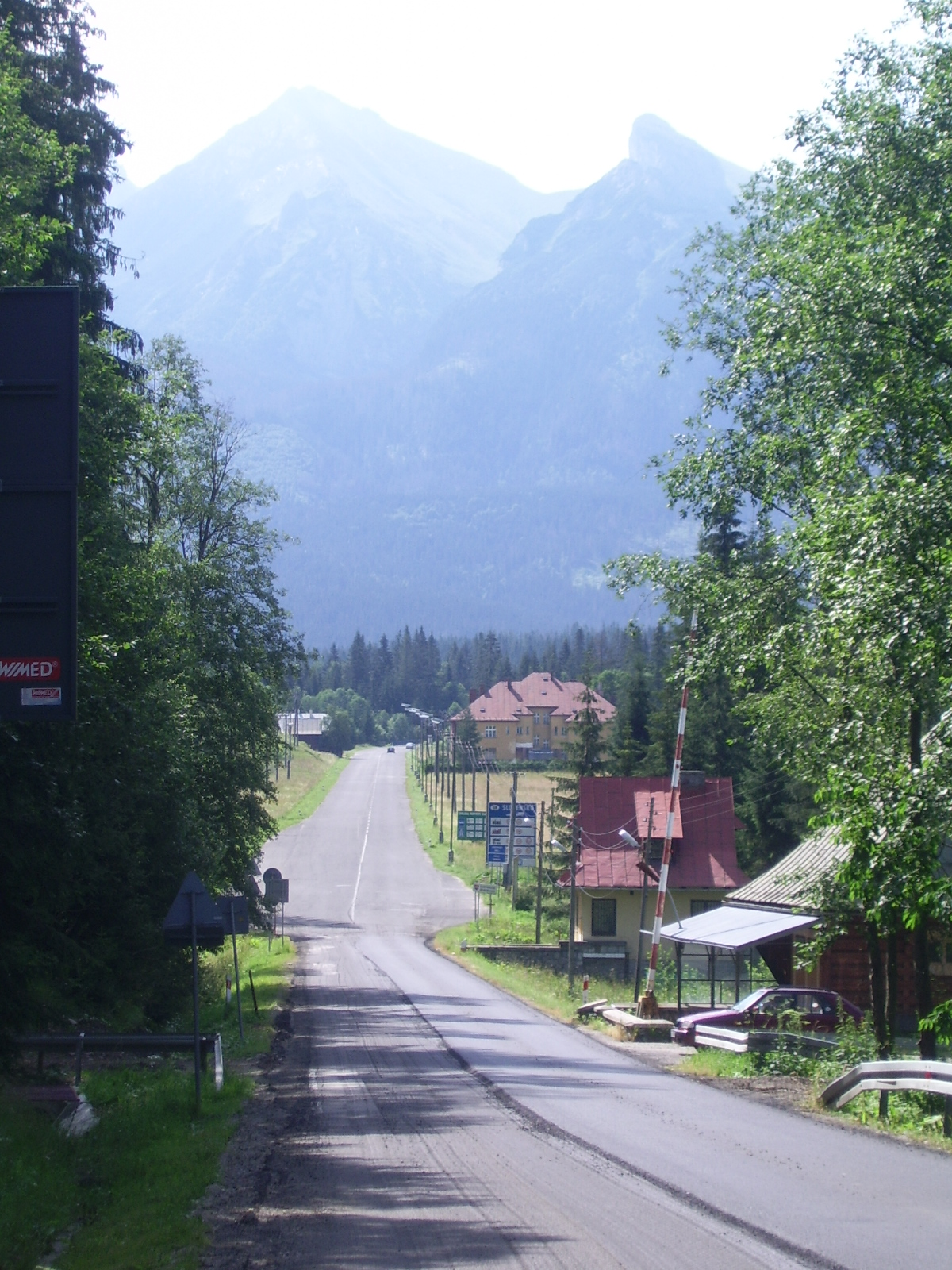
Ehemaliger Grenzübergang in Jurgów

Das Skigebiet Jurgów, auch Skigebiet Hawrań genannt, liegt auf dem Gipfel und den Westhängen des Górków Wierch in dem polnischen Gebirgszug Pogórze Spiskie in Czarna Góra auf dem Gemeindegebiet von Bukowina Tatrzańska im Powiat Tatrzański in der Woiwodschaft Kleinpolen ca. 200  nördlich des ehemaligen polnisch-slowakischen Grenzübergangs Jurgów. Es befindet sich außerhalb des Tatra-Nationalparks am Fuße der Hohen Tatra am Gebirgsfluss Białka. Das Skigebiet wird von dem Unternehmen Centrum Rekreacji i Wypoczynku „Hawrań“ Sp. z o.o. betrieben. Es ist das größte Skigebiet in der Polnischen Zips. Das Skigebiet ist Mitglied in dem Verband TatrySki, der einen gemeinsamen Skipass herausgibt.

## Lage
Das Skigebiet befindet sich auf einer Höhe von 831 m ü.N.N. bis 1028 m ü.N.N. unmittelbar an der Woiwodschaftsstraße DK49. Der Höhenunterschied der Pisten beträgt ca. 200 m. Es gibt eine schwarze (sehr schwierige), zwei rote (schwierige), zwei blaue und zwei grüne Pisten. Die Gesamtlänge der Pisten umfasst ca. 2,2 km, wobei die längste Piste ca. 1 km lang ist.

## Geschichte
Das Skigebiet wurde in den 1980er Jahren angelegt. Der derzeitige Sessellift wurde 2007 gebaut. Das Skigebiet wird ständig ausgebaut. In Planung ist unter anderem eine Aussichtsplattform auf dem Gipfel.

## Beschreibung

### Skilifte
Im Skigebiet gibt es zwei Sessellifte und vier Tellerlifte. Insgesamt können bis zu 7700 Personen pro Stunde befördert werden.

#### Skilifte Jurgów
Die Skilifte führen von Jurgów bis knapp unter den Gipfel des Górków Wierch.
| Name          | Art        | Hersteller     | Breite Personen | Länge (m) | Zeit (min) | Höhenunterschied (m) | Personen pro Stunde | Obere Station | Obere Station | Untere Station | Untere Station | Vmax (m/s) |
| Name          | Art        | Hersteller     | Breite Personen | Länge (m) | Zeit (min) | Höhenunterschied (m) | Personen pro Stunde | Ort           | Höhe (m üNN)  | Ort            | Höhe (m üNN)   | Vmax (m/s) |
| ------------- | ---------- | -------------- | --------------- | --------- | ---------- | -------------------- | ------------------- | ------------- | ------------- | -------------- | -------------- | ---------- |
| Hawrań (A)    | Sessellift | TATRAPOMA a.s. | 4               | 756       | 4          | 197                  | 2400                | Obere Station | 1 028         | Untere Station | 831            |            |
| Murań (A)     | Sessellift | TATRAPOMA a.s. | 4               | 705       | 4          | 197                  | 2400                | Obere Station | 1 028         | Untere Station | 831            |            |
| Gronicek (C)  | Tellerlift |                | 1               | 636       | 3          |                      | 900                 |               |               |                |                |            |
| Kubuś (D)     | Tellerlift |                | 1               | 120       | 1          |                      | 500                 |               |               |                |                |            |
| Hawranek (E)  | Tellerlift |                | 1               | 150       | 2          |                      | 600                 |               |               |                |                |            |
| Wierchowy (F) | Tellerlift |                | 1               | 370       | 2          |                      | 900                 |               |               |                |                |            |

### Skipisten
Von Jurgów führen sieben Skipisten ins Tal.
| Name    | Schwierigkeit | Start         | Start        | Ziel           | Ziel         | Länge (m) | Höhenunterschied (m) | Neigung (%) | Licht | Kunstschnee | FIS        | FIS       | Anmerkungen               |
| Name    | Schwierigkeit | Name          | Höhe (m üNN) | Name           | Höhe (m üNN) | Länge (m) | Höhenunterschied (m) | Neigung (%) | Licht | Kunstschnee | Nummer     | bis       | Anmerkungen               |
| ------- | ------------- | ------------- | ------------ | -------------- | ------------ | --------- | -------------------- | ----------- | ----- | ----------- | ---------- | --------- | ------------------------- |
| 1       | rot           | Obere Station | 1028         | Untere Station | 831          | 750       | 142                  | 19          | ja    | ja          |            |           |                           |
| 2       | blau-rot      | Obere Station | 1028         | Untere Station | 831          | 1150      | 197                  | 17          | ja    | ja          |            |           |                           |
| 3 (FIS) | blau-rot      | Obere Station | 1028         | Untere Station | 831          | 950       | 197                  | 21          | ja    | ja          | 9221/09/09 | 1 11 2019 | Slalom beiden Geschlechts |
| 4       | grün          |               |              |                |              | 150       | 30                   | 20          | ja    | ja          |            |           |                           |
| 5       | schwarz       | Obere Station | 1028         | Untere Station | 831          | 950       | 197                  | 21          | ja    | ja          |            |           |                           |
| 6       | blau          | Obere Station | 1028         | Untere Station | 831          | 400       | 60                   | 19          | ja    | ja          |            |           |                           |
| 7       | grün          |               |              |                |              | 120       | 16                   | 17          | ja    | ja          |            |           |                           |

## Infrastruktur
Das Skigebiet liegt ca. 18 km östlich vom Zentrum von Zakopane und ist mit dem Pkw erreichbar. In der Nähe der unteren Station verläuft die Woiwodschaftsstraße DK49. Der ehemalige Grenzübergang liegt ca. 200 m südlich der Ausfahrt zum Skigebiet. Das Skigebiet selbst grenzt unmittelbar an die Slowakei. An der unteren Station gibt es Parkplätze, einen Snowpark, eine Skischule, einen Ski- und Snowmobileverleih sowie zwei ca. 6 km lange Langlaufloipen, von denen eine durch ein Freilichtmuseum mit Holzarchitektur im Zakopane-Stil führt. Im Sommer werden Rafting und Kajak auf dem nahe gelegenen Gebirgsfluss Białka, Gleitschirmfliegen und Downhill-Mountainbiking angeboten. Zum Skigebiet gehören auch mehrere Restaurants.

## Panorama

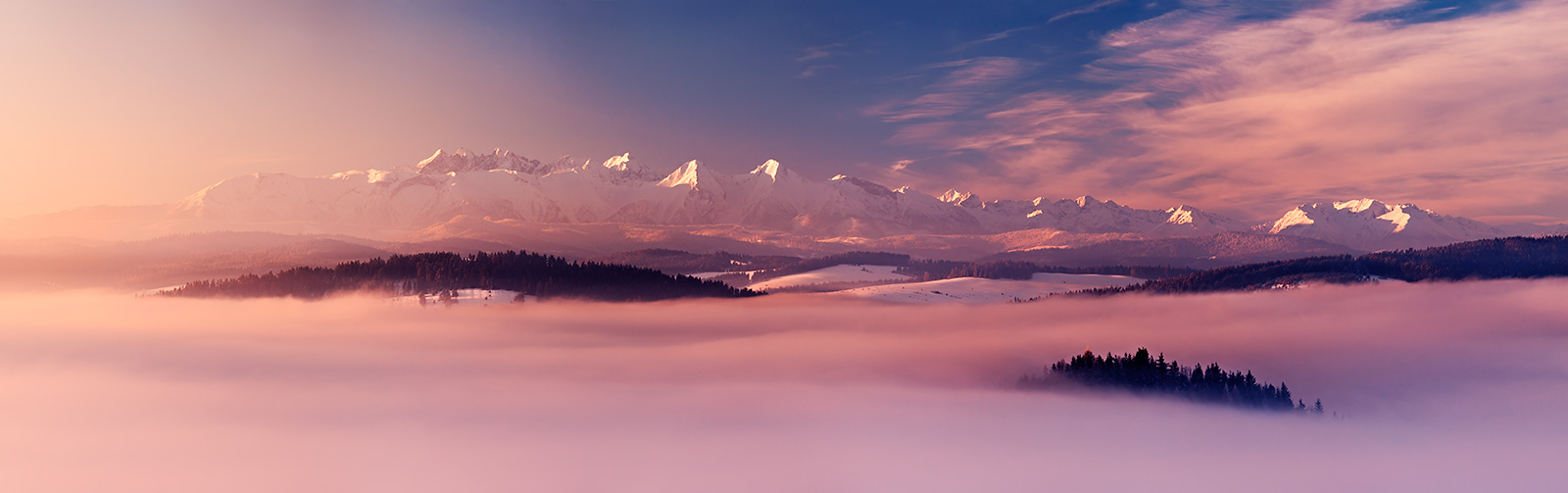
Panorama von Jurgów. Der Hausberg des Skigebiets Górków Wierch liegt links oberhalb des Nebels. Die Tatra liegt im Hintergrund.

Koordinaten: 49° 18′ 40″ N, 20° 10′ 0″ O